# Абу-Шакер
Абу-Шакер — один из двенадцати арабских мафиозных кланов в Берлине. Насчитывает от 200 до 300 человек.
Наиболее влиятельной берлинской семьёй является палестинский клан Абу-Шакер, возглавляемый Нассером Абу-Шакером и его братьями Али, Арафатом, Роммелем, Мохаммедом и Яссером. Родители братьев Абу-Шакер родились в лагере палестинских беженцев в ливанской долине Бекаа, а в середине 1970-х годов перебрались в Германию. Клан насчитывает до 300 членов и имеет отделения в Ливане и Копенгагене. Члены клана Абу-Шакер промышляют рэкетом магазинов, кафе и борделей, кражами и ограблениями, выбиванием «долгов», контролируют уличную торговлю наркотиками и проституцию, а также занимаются торговлей оружием и отмыванием денег.
Под контролем клана Абу-Шакер находятся часть Нойкёльна, улица Курфюрстенштрассе в районе Шёнеберг и квартал красных фонарей на улице Ораниенбургер-штрассе в районе Митте. В июле 2009 года полиция арестовала Нассера Абу-Шакера в его квартире в Нойкёльне по обвинению в сутенёрстве и торговле людьми. В марте 2010 года люди Мохаммеда Абу-Шакера («Момо») ограбили на 240 тыс. евро покерный турнир в берлинском отеле Grand Hyatt, за что позже «Момо» был осуждён на семь лет.
Весной 2018 года возник конфликт между знаменитым рэпером Bushido и его бывшем партнёром Арафатом Абу-Шакером (какое-то время они совместно занимались музыкальным бизнесом и недвижимостью). Опасаясь за свою жизнь, Bushido сблизился с главарём другого могущественного клана Ашрафом Реммо. В июне 2018 года неизвестные обстреляли ресторан Арафата «Papa Ari» в Нойкёльне. Вскоре берлинская полиция провела облавы против членов клана Реммо и арестовала 77 объектов недвижимости, принадлежавших этой семье. Осенью 2018 года в Берлине был застрелен авторитет Нидаль Раби, работавший на братьев Абу-Шакер.

В 2019 году главу клана Арафата и его брата Ясира задержала полиция, однако вскоре они были освобождены, так как свидетели отказались от дачи показаний.